# Макалейка
Макалейка — река в России, протекает по Атяшевскому району Мордовии. Левый приток реки Большая Сарка.

## География
Река берёт начало у деревни Макалейка. Течёт на восток по открытой местности. Устье реки находится у села Алашеевка в 58 км от устья Большой Сарки. Длина реки — 11 км.

## Данные водного реестра
По данным государственного водного реестра России относится к Верхневолжскому бассейновому округу, водохозяйственный участок реки — Сура от Сурского гидроузла и до устья реки Алатырь, речной подбассейн реки — Сура. Речной бассейн реки — (Верхняя) Волга до Куйбышевского водохранилища (без бассейна Оки).
Код объекта в государственном водном реестре — 08010500312110000037507.